# Vrataruša
Vrataruša es una localidad de Croacia en el ejido de la ciudad de Senj, condado de Lika-Senj.

## Geografía
Se encuentra a una altitud de 580 m s. n. m. a 157 km de la capital nacional, Zagreb.

## Demografía
En el censo 2011 el total de población de la localidad fue de 11 habitantes.
| Gráfica de población de Vrataruša 1857-2011                         |
|                                                                     |
| Según los censos de población de la oficina estadística de Croacia. |